# Estación de Anoeta (Euskotren Trena)
La estación de Anoeta en el término municipal de San Sebastián es una estación ferroviaria situada en el barrio donostiarra de Amara, en la Plaza Aita Donostia, junto al Estadio de Anoeta, que pertenece a la empresa pública Euskal Trenbide Sarea, dependiente del Gobierno Vasco. Da servicio a la línea del metro de San Sebastián del operador Euskotren Trena, denominada popularmente el Topo, siendo la segunda estación más utilizada de la línea, por detrás de la de Amara.

## Historia
El trazado del ferrocarril siempre ha transcurrido por esta zona, pero lo hacía en superficie gracias a un paso a nivel. Este paso a nivel daba problemas por causa del paulatino aumento del tráfico rodado y, sobre todo, por el paso de las ambulancias en camino a los hospitales, que frecuentemente tenían que detenerse a esperar a que el tren pasase. Ya en los años 80 se planteó el suprimir el paso a nivel y de paso construir una estación en ella (puesto que en aquel entonces los trenes no paraban en la zona). Se plantearon distintas alternativas, desde pasos elevados hasta soterramientos. Al final, por insistencia del ayuntamiento, se optó por construir la estación actual bajo tierra, con menos impacto visual y sonoro.

## Accesos
- Paseo de Anoeta, 32